# Peligro (album)
Peligro (tiếng Anh: Danger) là album phòng thu thứ hai của ca sĩ người Colombia Shakira, được tạo ra khi cô mới 16 tuổi. Album phát hành ngày 25 tháng 3 năm 1993, tại Colombia. Tuy nhiên album Peligro cùng với Magia (1991) là những album phòng thu không chính thức của Shakira vì doanh thu và lượng đĩa bán ra vô cùng thấp.

## Danh sách bài hát
| STT | Nhan đề                                                                                   | Sáng tác                                 | Thời lượng |
| --- | ----------------------------------------------------------------------------------------- | ---------------------------------------- | ---------- |
| 1.  | "Eres" (You're)                                                                           | Shakira                                  | 5:02       |
| 2.  | "Último Momento" (Last Moment)                                                            | Eduardo Paz                              | 4:56       |
| 3.  | "Tú Serás La Historia De Mi Vida" (You'll Be The Story Of My Life)                        | Desmond Child                            | 4:52       |
| 4.  | "Peligro" (Danger)                                                                        | Eduardo Paz                              | 4:39       |
| 5.  | "Quince Años" (Fifteen)                                                                   | Shakira                                  | 3:30       |
| 6.  | "Brujería" (Witchcraft)                                                                   | Eduardo Paz                              | 4:12       |
| 7.  | "Eterno Amor" (Endless Love)                                                              | Eddie Sierra                             | 4:47       |
| 8.  | "Controlas Mi Destino" (You Control My Destiny)                                           | Shakira                                  | 4:36       |
| 9.  | "Este Amor Es Lo Más Bello Del Mundo" (This Love Is the Most Beautiful Love in the World) | Eduardo Paz                              | 4:20       |
| 10. | "1968"                                                                                    | Shakira (lời & nhạc), Eduardo Paz (nhạc) | 4:44       |